# L'Histoire de Tobie et de Sara
L’Histoire de Tobie et de Sara est une pièce de théâtre en trois actes de Paul Claudel. 

## Description
Une première version — publiée en 1942 — date de 1938, une seconde de 1953. Sous-titrée « moralité en trois actes », cette pièce s’inspire du livre biblique de Tobie.

## Mises en scène
- 1946 : Jeanne Hamelin, Belgique[1] ;
- 1947 : Maurice Cazeneuve, festival d’Avignon[2] ;
- 1950 : Hans Macke, Stadttheater de Zurich[1] ;
- 1953 :
  - Heinrich Koch, Deutsches Schauspielhaus[1] ;
  - Karlheinz Streibing, Schauspielhaus de Zurich[1] ;
- 1957 : Serge Ligier et Robert de Ribon, théâtre du Tertre[1] ;
- 1958 : Serge Ligier, Limoges[1] ;
- 1959 : Serge Ligier, théâtre de l’Œuvre[3] ;
- 1965 : Georges Vitaly, festival des Nuits de Bourgogne[1] ;
- 1968 : Pierre Laroche, Théâtre national de Strasbourg[1] ;
- 1969 : Jean Lagénie, Jeune Théâtre de Bordeaux[1] ;
- 1977 : Jean Philip, théâtre de l'Étincelle de Bruxelles[1] ;
- 2000 : Jean-Marie Despeyroux[1].